# پائول شوکه‌موله
پائول شوکه‌موله (آلمانی: Paul Schockemöhle؛ زادهٔ ۲۲ مارس ۱۹۴۵) سوارکار پرش اهل آلمان است.